# Hockey India League 2013
Het eerste seizoen van de Hockey India League (HIL) werd gespeeld van 14 januari tot en met 10 februari 2013. De HIL is een professionele hockeycompetitie georganiseerd door Hockey India en gesanctioneerd door de FIH. Vijf franchiseteams boden in een veiling tegen elkaar op om Indiase en buitenlandse hockeyers aan hun selectie toe te mogen voegen. Hierna speelden deze vijf teams een maand lang wedstrijden tegen elkaar, eerst in een competitie, vervolgens in een play-off.
Ranchi Rhinos won de finale van Delhi Waveriders. Uttar Pradesh Wizards won de troostfinale van Punjab Warriors terwijl Mumbai Magicians vijfde en laatste werd in de reguliere competitie.

## Format
Vijf teams speelden elk drie wedstrijden tegen de vier andere teams. Voor een overwinning kreeg een team vijf punten, voor een gelijkspel twee, voor een verlies met een of twee goals verschil één punt en voor een verlies met drie goals of meer verschil nul punten. De top vier speelt play-offs.

## Teams
Het was in eerste instantie de bedoeling om zes teams mee te laten spelen, maar het geplande team in Bengaluru werd niet verkocht.
| Team                  | Stadion                       | Capaciteit | Stad                   | Hoofdcoach        | Aanvoerder      | Kleuren     |
| --------------------- | ----------------------------- | ---------- | ---------------------- | ----------------- | --------------- | ----------- |
| Ranchi Rhinos         | Astroturf Hockey Stadium      | 5.000      | Ranchi, Jharkhand      | Gregg Clark       | Moritz Fürste   | Rood-Geel   |
| Uttar Pradesh Wizards | Dhyan Chand Astroturf Stadium | 10.000     | Lucknow, Uttar Pradesh | Roelant Oltmans   | V. R. Raghunath | Blauw-Wit   |
| Delhi Waveriders      | Dhyan Chand National Stadium  | 16.200     | New Delhi, Delhi NCT   | Ajay Kumar Bansal | Sardar Singh    | Paars-Groen |
| Mumbai Magicians      | Mahindra Hockey Stadium       | 8.250      | Mumbai, Maharashtra    | Ric Charlesworth  | Sandeep Singh   | Wit-Rood    |
| Punjab Warriors       | Surjeet Hockey Stadium        | 7.000      | Jalandhar, Punjab      | Barry Dancer      | Jamie Dwyer     | Geel-Blauw  |

## Biedprocedure
De veiling voor de spelers vond plaats op 16 december 2012 in New Delhi. Er waren 246 spelers beschikbaar waaruit 120 spelers gekozen werden. Dit waren 70 Indiase en 50 buitenlandse spelers.
Negen Nederlandse spelers werden door de teams uitgekozen. Vijf Nederlanders (Sander Baart, Marcel Balkestein, Jeroen Hertzberger, Wouter Jolie en Teun de Nooijer) kwamen uit voor Uttar Pradesh Wizards, waar Roelant Oltmans coach was. Pirmin Blaak en Tim Jenniskens speelden voor Delhi Waveriders. Jaap Stockmann speelde voor Punjab Warriors en Floris Evers speelde voor de latere kampioen, Ranchi Rhinos. Teun de Nooijer was het populairst, er was 87.400 Amerikaanse dollar voor hem geboden. Taeke Taekema kon door een blessure niet spelen.

## Uitslagen

### Competitie
| Nr. | Team                  | Ges. | Win. | Gel. | Ver. | DV. | DT. | DS. | Pnt. |
| --- | --------------------- | ---- | ---- | ---- | ---- | --- | --- | --- | ---- |
| 1   | Delhi Waveriders      | 12   | 9    | 2    | 1    | 37  | 24  | +13 | 49   |
| 2   | Ranchi Rhinos         | 12   | 7    | 2    | 3    | 26  | 22  | +4  | 41   |
| 3   | Uttar Pradesh Wizards | 12   | 5    | 2    | 5    | 19  | 22  | −3  | 32   |
| 4   | Punjab Warriors       | 12   | 4    | 2    | 6    | 25  | 27  | −2  | 29   |
| 5   | Mumbai Magicians      | 12   | 1    | 0    | 11   | 20  | 32  | −12 | 16   |

### Play-offs
De play-offs werden op 9 en 10 februari gespeeld in het Astroturf Hockey Stadium in Ranchi.
|  | Halve finale          | Halve finale       |   |                       | Finale              | Finale |
|  |                       |                    |   |                       |                     |        |
|  | 9 februari, Ranchi    |                    |   |                       |                     |        |
|  | Ranchi Rhinos         | 4                  |   |                       |                     |        |
|  | Uttar Pradesh Wizards | 2                  |   |                       |                     |        |
|  |                       |                    |   |                       |                     |        |
|  |                       |                    |   |                       | 10 februari, Ranchi |        |
|  |                       |                    |   |                       | Ranchi Rhinos       | 2      |
|  |                       | Delhi Waveriders   | 1 |                       |                     |        |
|  |                       |                    |   |                       |                     |        |
|  |                       |                    |   |                       | Derde plaats        |        |
|  | 9 februari, Ranchi    | 9 februari, Ranchi |   | 10 februari, Ranchi   | 10 februari, Ranchi |        |
|  | Delhi Waveriders      | 3                  |   | Uttar Pradesh Wizards | 4                   |        |
|  | Punjab Warriors       | 1                  |   |                       | Punjab Warriors     | 3      |

2013 · 2014 · 2015 · 2016 · 2017 · 2025